# Gråssjön, Hälsingland
Gråssjön är en sjö i Ovanåkers kommun i Hälsingland och ingår i Ljusnans huvudavrinningsområde. Sjön har en area på 0,389 kvadratkilometer och ligger 168,2 meter över havet. Sjön avvattnas av vattendraget Hässjaån.

## Delavrinningsområde
Gråssjön ingår i det delavrinningsområde (681783-150388) som SMHI kallar för Utloppet av Gråssjön. Medelhöjden är 196 meter över havet och ytan är 3,41 kvadratkilometer. Räknas de 12 avrinningsområdena uppströms in blir den ackumulerade arean 153,68 kvadratkilometer. Hässjaån som avvattnar avrinningsområdet har biflödesordning 3, vilket innebär att vattnet flödar genom totalt 3 vattendrag innan det når havet efter 89 kilometer. Avrinningsområdet består mestadels av skog (81 procent). Avrinningsområdet har 0,39 kvadratkilometer vattenytor vilket ger det en sjöprocent på 11,3 procent.